# Bernardino Luini
Bernardino Scapi, detto Bernardino Luini (Dumenza, 1481 circa – Milano, giugno 1532), è stato un pittore italiano di scuola rinascimentale lombarda, riferibile al gruppo dei Leonardeschi.

## Biografia

### Origini e formazione

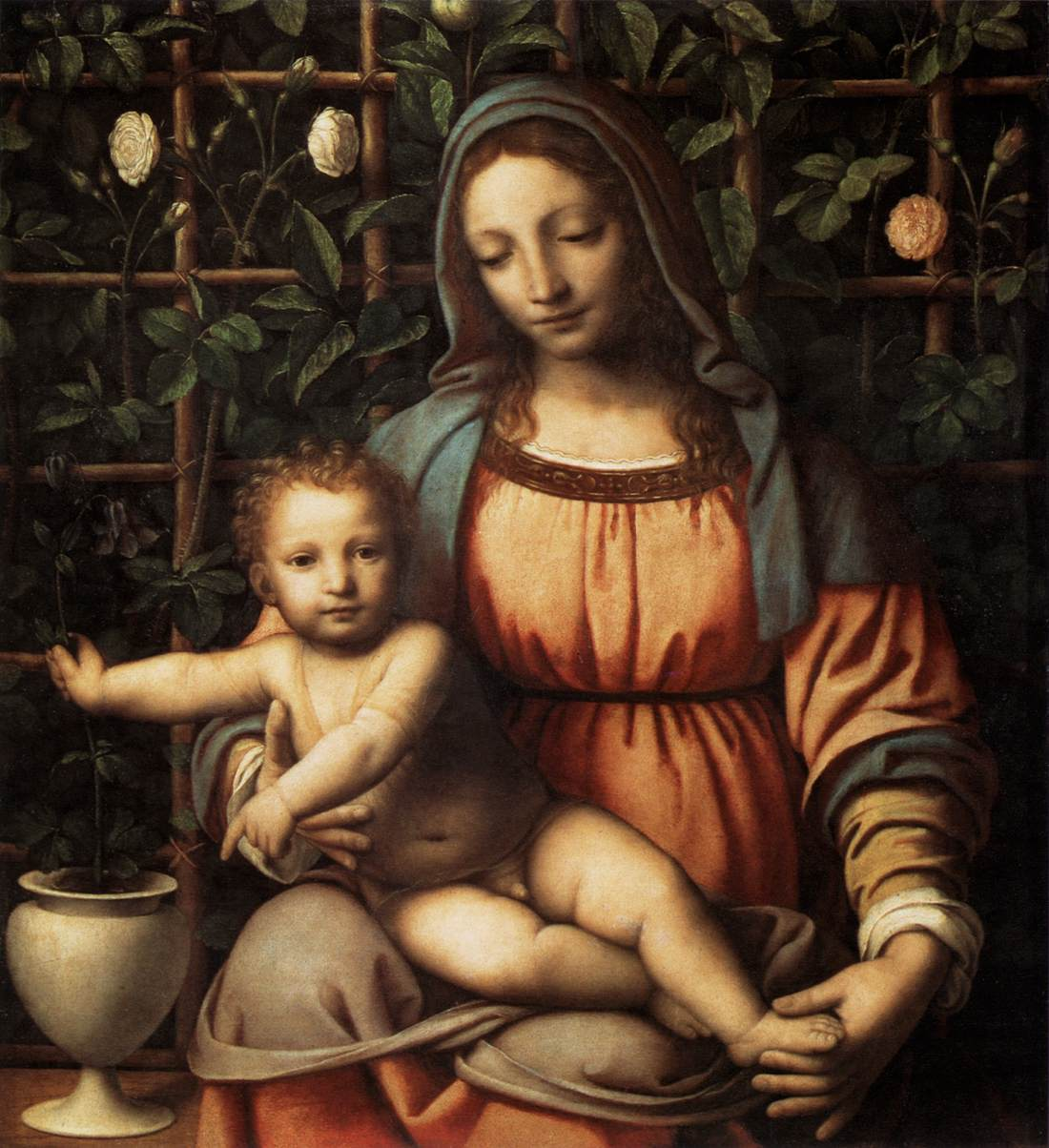
Madonna del Roseto, conservato a Brera

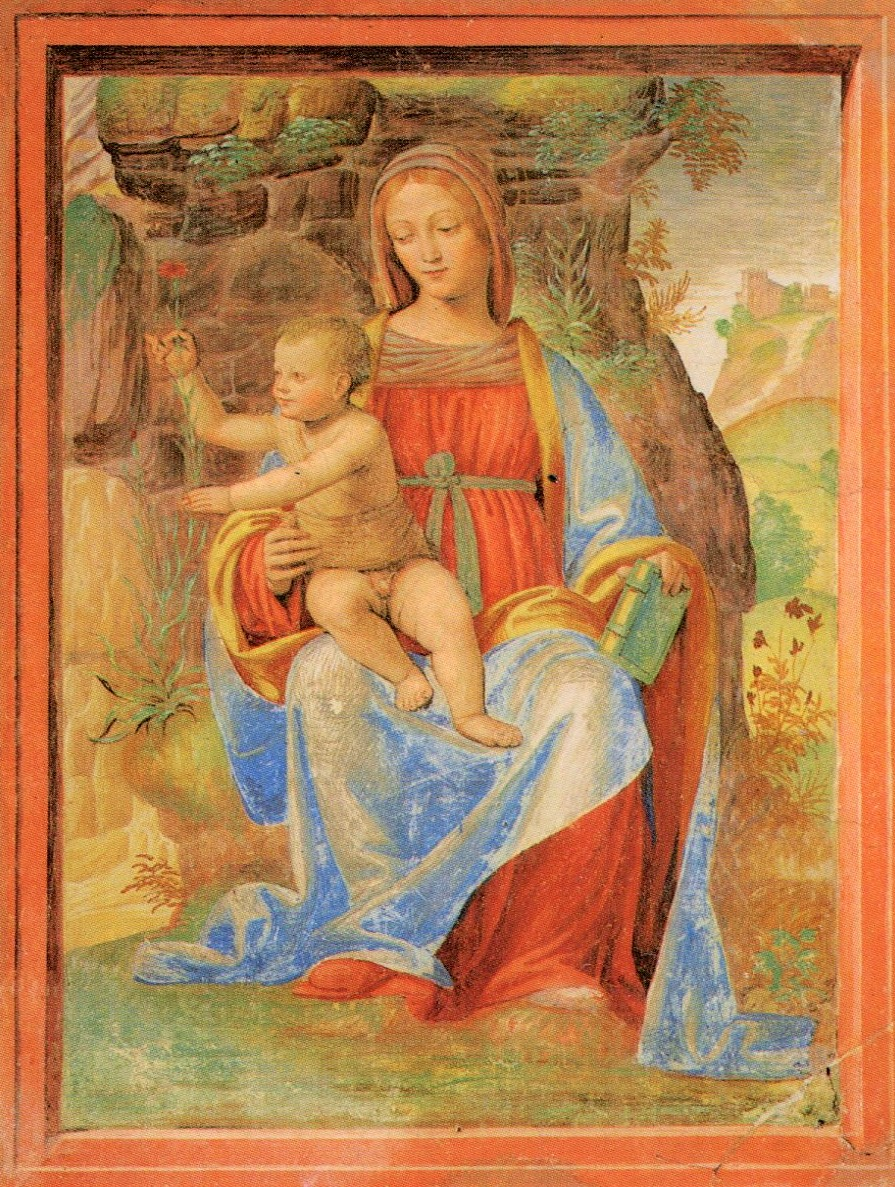
Madonna con il Bambino (1516), Certosa di Pavia

Originario di Dumenza, sul Lago Maggiore, Luini si formò forse a Verona in Veneto (come è stato dedotto dalla pala "Madonna col Bambino e i santi Agostino e Margherita" proveniente da quella città, firmata Bernardinus Mediolanensis, presente al Museo Jacquemart André di Parigi e a lui attribuita, e che dimostra affinità stilistiche con la pittura di Gerolamo dai Libri).  Viceversa Lomazzo, nel suo Trattato dell'arte della pittura, lo dice alunno con Gaudenzio Ferrari del lombardo Giovan Stefano Scotto.
Alcune opere dei suoi primissimi anni (1513-1515) sono visibili alla Certosa di Pavia, nell'atrio (affreschi con "San Cristoforo" e "San Sebastiano"), nella chiesa della Certosa nel transetto destro l'affresco con la "Madonna col Bambino" e nel Museo (pannelli di polittico con San Martino e Sant'Ambrogio). All'interno della chiesa cemeteriale di san Pietro a Luino una delle sue prime prove ad affresco è l"Adorazione dei Magi". Nel Duomo di Monza gli viene attribuito l'affresco del presbiterio con "San Gerardo dei Tintori" e nell'oratorio di San Vittore a Meda le "figure a mezzo busto" dei tondi e dei rombi del fregio sul tramezzo.

### L'affermazione a Milano e in Lombardia
Stabilitosi definitivamente in Lombardia, dipinse gli affreschi nell'oratorio di Santa Maria Nova detta del Pilastrello (pietra miliare sulla quale oltre a segnare le distanze indicava i luoghi di culto e altro nelle vicinanze) a Vimodrone, sesto miglio da Milano; (la cappella della Beata Vergine è attribuita a Gian Giacomo Dolcebuono), quindi lavorò a Milano in Santa Maria della Passione ove nel 1510 lasciò il "Compianto di Cristo" e all'abbazia di Chiaravalle (la cosiddetta "Madonna della Buonanotte" nel transetto della chiesa, 1512), alla cappella del Santissimo Sacramento nella chiesa milanese di San Giorgio al Palazzo (1516), l'opera più importante di questo periodo e in cui ci fu una probabile collaborazione di Gaudenzio Ferrari per una "alia icona ecce Homo", scomparsa. 
La più importante commissione di opere di carattere profano viene ottenuta dall'artista dalla nobile famiglia dei Rabia per i quali affrescherà il palazzo milanese (staccati, oggi conservati nella Gemäldegalerie di Berlino e nella National Gallery di Washington) e successivamente eseguirà diversi cicli di affreschi con "Storie dell'Esodo" e "Storie di Apollo e Dafne" nella Villa della Pelucca (affreschi staccati e in gran parte a Brera). Lo stato frammentario degli affreschi, strappati all'inizio dell'Ottocento e venduti dagli eredi dei Rabia, ne rende difficile l'interpretazione dei soggetti di origine mitologica.
Sposò Margherita Lomazzo dalla quale ebbe quattro figli, Tobia, Evangelista, Giovan Pietro e Aurelio, anch'essi pittori ad eccezione di Tobia.
Nella parrocchiale di Sant'Andrea Apostolo a Maggianico (Lecco) nella seconda cappella a sinistra dedicata alla Madonna, gli sono attribuite le pitture (trasferite su tela e arbitrariamente composte in polittico per adattarlo al nuovo altare della Madonna disegnato da Giuseppe Bovara nel 1831) raffiguranti "Madonna col Bambino, santi, l'Eterno e Annunciazione" del 1515. 

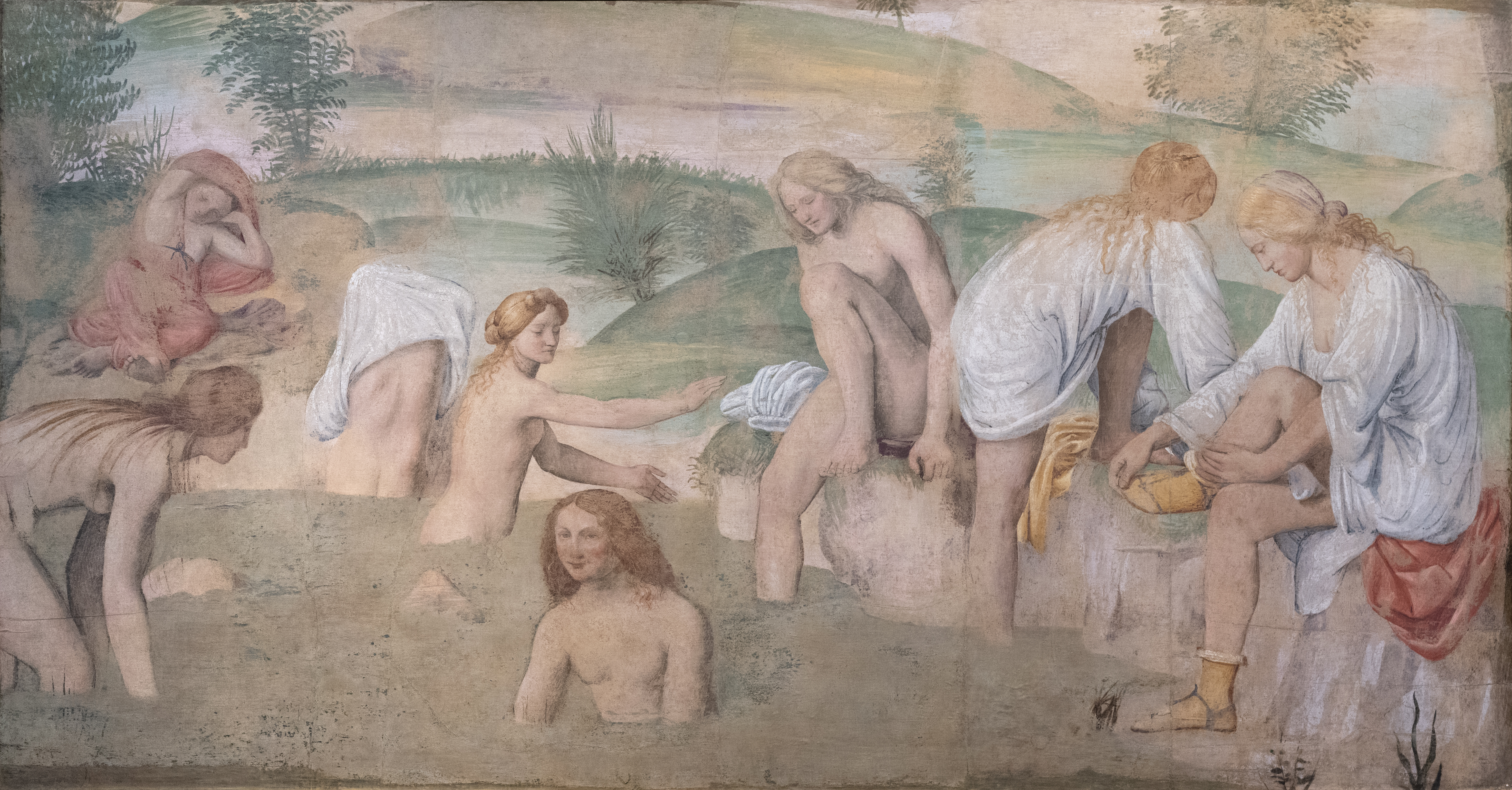
Affreschi da villa La Pelucca, Brera

Altri dipinti di questi anni conservati nel Duomo di Como sono le tele coi "Santi Sebastiano e Cristoforo" al 2º altare della navata destra, al 3º altare "Epifania" sormontata da "Due Profeti", al 4º altare il "Sacra Conversazione" o pala di San Gerolamo o Raimondi (1517-1518) (la sua firma è sui gradini del trono), e gli affreschi per la chiesa francescano-amadeita di Santa Marta e Santa Maria della Pace a Milano raffiguranti le "Storie di San Giuseppe" ora conservati alla pinacoteca di Brera. I tre affreschi di "San Lazzaro", "Santa Marcella" e "Santa Marta", provenienti dalla distrutta chiesa di Santa Marta ora sono collocati a Busto Arsizio nel Santuario di Santa Maria di Piazza. A Ponte in Valtellina la parrocchiale di San Maurizio reca nella lunetta sovrastante il portale maggiore il suo affresco con la "Madonna col Bambino e san Maurizio". L'Accademia Carrara a Bergamo conserva una sua tavoletta con la "Madonna e San Giovannino" e un suo "Ritratto femminile" è esposto nella Pinacoteca Malaspina di Pavia.

### Le opere della maturità
Una commissione che scandì lunghi periodi della vita dell'artista fu quella della decorazione della chiesa benedettina di San Maurizio al Monastero Maggiore, uno dei più importanti centri religiosi femminili della città, iniziata nei primi anni venti con le pitture del tramezzo e terminata con gli affreschi con le "Storie di Santa Caterina" della cappella Besozzi (1530), compiuti dai figli dopo la sua morte.

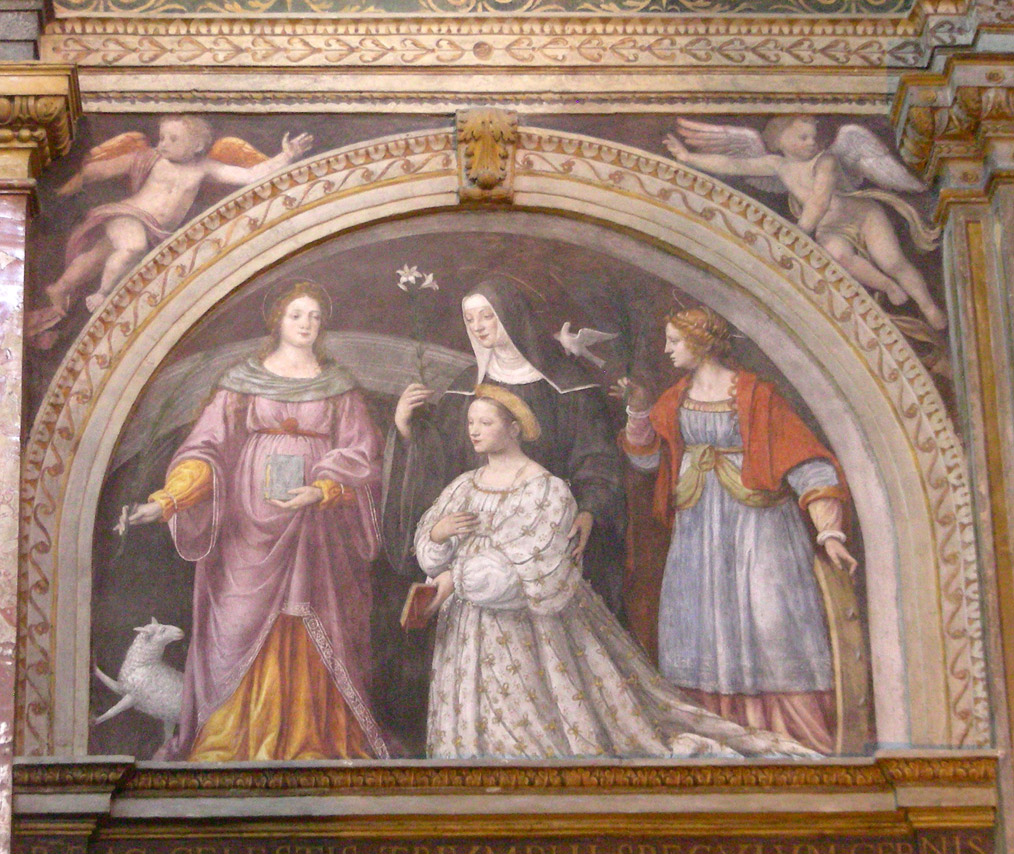
Milano, chiesa di San Maurizio al Monastero Maggiore, ritratto di Ippolita Sforza e santi

Del 1521-22 è l'Incoronazione di spine commissionato dalla Confraternita di S. Corona (oggi nella Biblioteca Ambrosiana). Le figure dei confratelli inginocchiati ricordano i personaggi raffigurati nella Messa di Bolsena di Raffaello negli appartamenti vaticani.

In queste opere, Luini mostra già le caratteristiche del suo stile maturo, costituito da un'originale sintesi tra lo sfumato di Leonardo e il rigore metafisico-prospettico di Vincenzo Foppa, Bramantino e Zenale. Nella città di Legnano la basilica di San Magno dietro l'altar maggiore conserva un suo bel polittico del 1523 con la "Madonna col Bambino, cinque angeli musicanti e santi" e nel timpano "Padre Eterno"; nella predella, nove scene della "Vita di Gesù", monocrome. Di seguito, negli anni venti del XVI secolo, la sua arte virò in direzione di un pacato, raffinatissimo classicismo, come è evidente nelle numerose sue "Madonne col Bambino" (la "Madonna del roseto" ora a Brera, proveniente dalla Certosa di Pavia), nel Sant'Ambrogio e nel San Martino ora nel Museo della Certosa di Pavia, in quelli del Santuario di Saronno (1525).  Il Santuario della Beata Vergine dei Miracoli di Saronno ospita i suoi affreschi sulla porticina della sagrestia "San Rocco" e accanto "Sant'Antonio Abate"; su quella del campanile "San Sebastiano e san Cristoforo"; nella passaggio alla cappella della Madonna "Sposalizio di Maria" e "Disputa di Gesù coi Dottori"; nella cappella "Adorazione dei Magi", "Presentazione al Tempio" del 1525; nei pennacchi delle arcate "Sibille"; nei lunettoni "Evangelisti"  e  "Quattro Dottori della Chiesa"; nella parte absidale "Santa Caterina" e "Santa Apollonia" coi due committenti. Infine nel chiostro adiacente alla chiesa si può trovare un altro suo contributo pittorico: si tratta di una Natività, unica pittura esterna superstite. Ciò che rende originale quest'ultima graziosa composizione è l'atteggiamento del Gesù Bambino, il quale, tenero e ingenuo, si porta un ditino alla bocca.

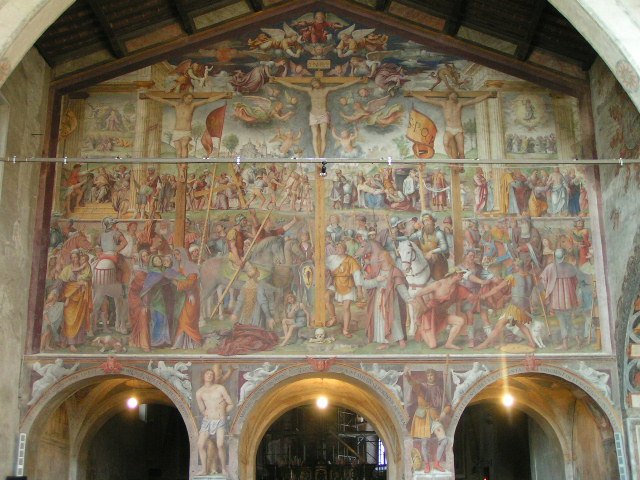
Il tramezzo di Santa Maria degli Angeli a Lugano

La grandiosa "Passione e Crocefissione", il più famoso affresco rinascimentale della Svizzera, dipinto sul tramezzo di Santa Maria degli Angeli a Lugano, è del 1529, Nella stessa chiesa sono presenti, sulle spalle dell'arco mediano "San Rocco e san Sebastiano", sulla parete meridionale "Ultima cena", affresco strappato probabilmente dal refettorio dell'attiguo convento, distrutto nella seconda metà del XIX secolo, e nella prima cappella laterale la "Madonna col bambino e san Giovannino", proveniente anch'esso dal convento, verosimilmente dalla porta che collegava la chiesa al chiostro.
La notevole fama di cui Luini gode negli anni della maturità è legata in gran parte anche alle tele di piccolo formato destinate alla committenza privata, assai apprezzate per la morbidezza e la delicatezza dei toni, oltre che per l'immediatezza nella resa dei soggetti. Ne sono esempi le numerose Madonne col bambino, quali la Madonna col bambino e san Giovannino del Louvre, il Gesù bambino con l'agnello conservato alla Pinacoteca Ambrosiana, i ritratti, il più celebre dei quali è il Ritratto di dama della Washington National Gallery, e i dipinti a soggetto sacro o profano dotati di una sottile componente erotica quali la Susanna e i vecchioni della collezione Borromeo, la Venere del lago sempre alla Washington National Gallery, o le numerose Salomè. 
Negli ultimi anni, una fonte coeva come Cesare Cesariano testimonia anche un suo viaggio di aggiornamento a Roma, evidente in alcune citazioni dall'arte di Raffaello. La cultura degli ultimi anni dell'artista fu però caratterizzata anche da una più puntuale ripresa di temi e stilemi di Leonardo da Vinci, come testimonia la Sacra Famiglia con sant'Anna e san Giovannino della Pinacoteca Ambrosiana, ripresa dal celebre cartone vinciano conservato alla National Gallery di Londra, che non a caso, sul finire del XVI secolo, apparteneva al figlio Aurelio.
Agli ultimi anni della sua attività risale anche l'incarico di affrescare una sala del Palazzo degli Atellani, in cui viene realizzata la volta a motivi vegetali e quattordici lunette che rappresentano la genealogia della famiglia Sforza fino al duca ancora regnante all'epoca, Francesco II, in cui Bernardino si avvale dell'aiuto della sua ormai folta bottega. Alla sua morte, la bottega fu portata avanti dai figli Aurelio, Evangelista e Giovan Pietro che continuarono le grandi commesse paterne quali il santuario di Saronno, san Maurizio a Milano e san Vittore a Meda.

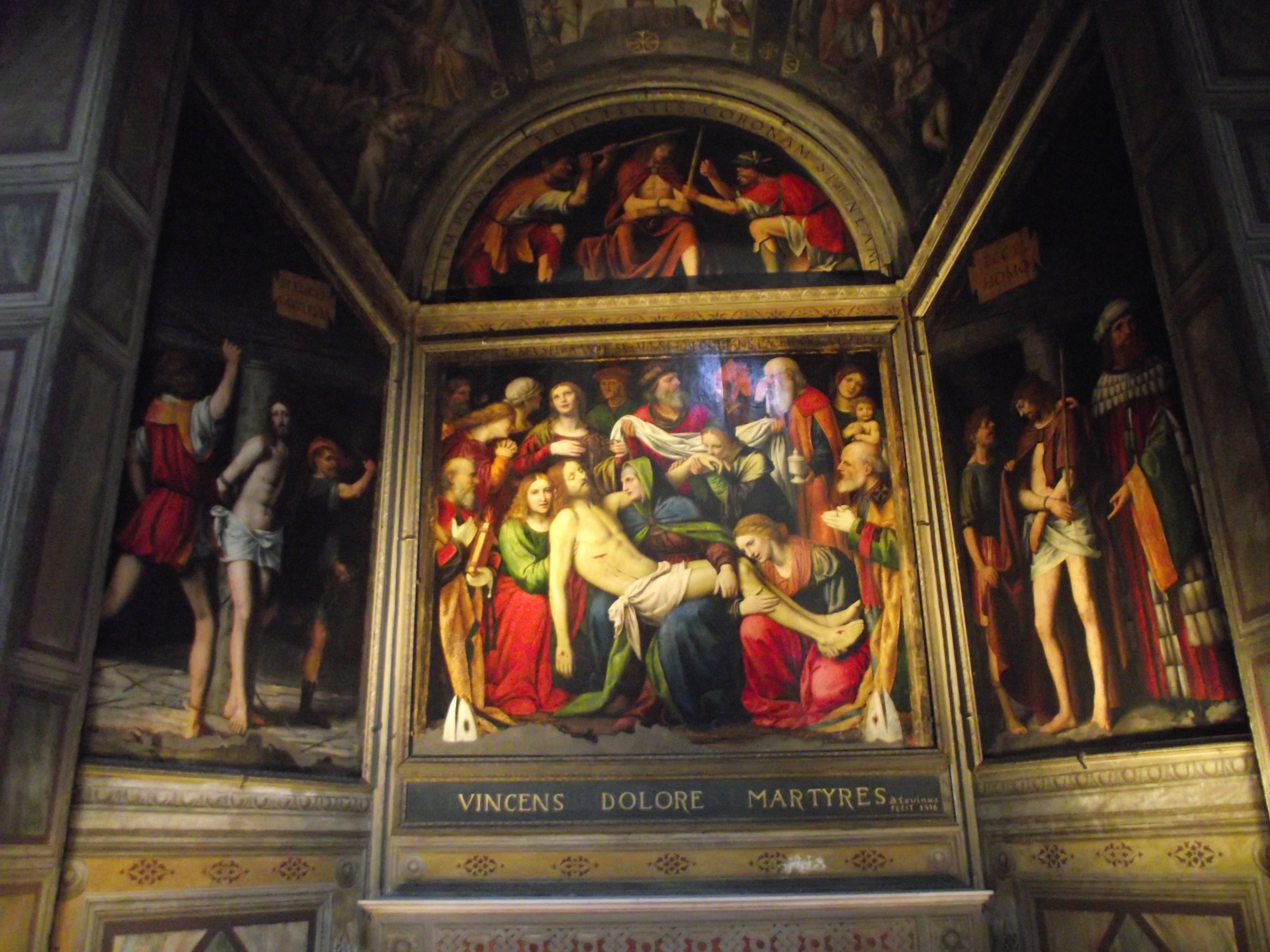
Compianto, San Giorgio al Palazzo, Milano
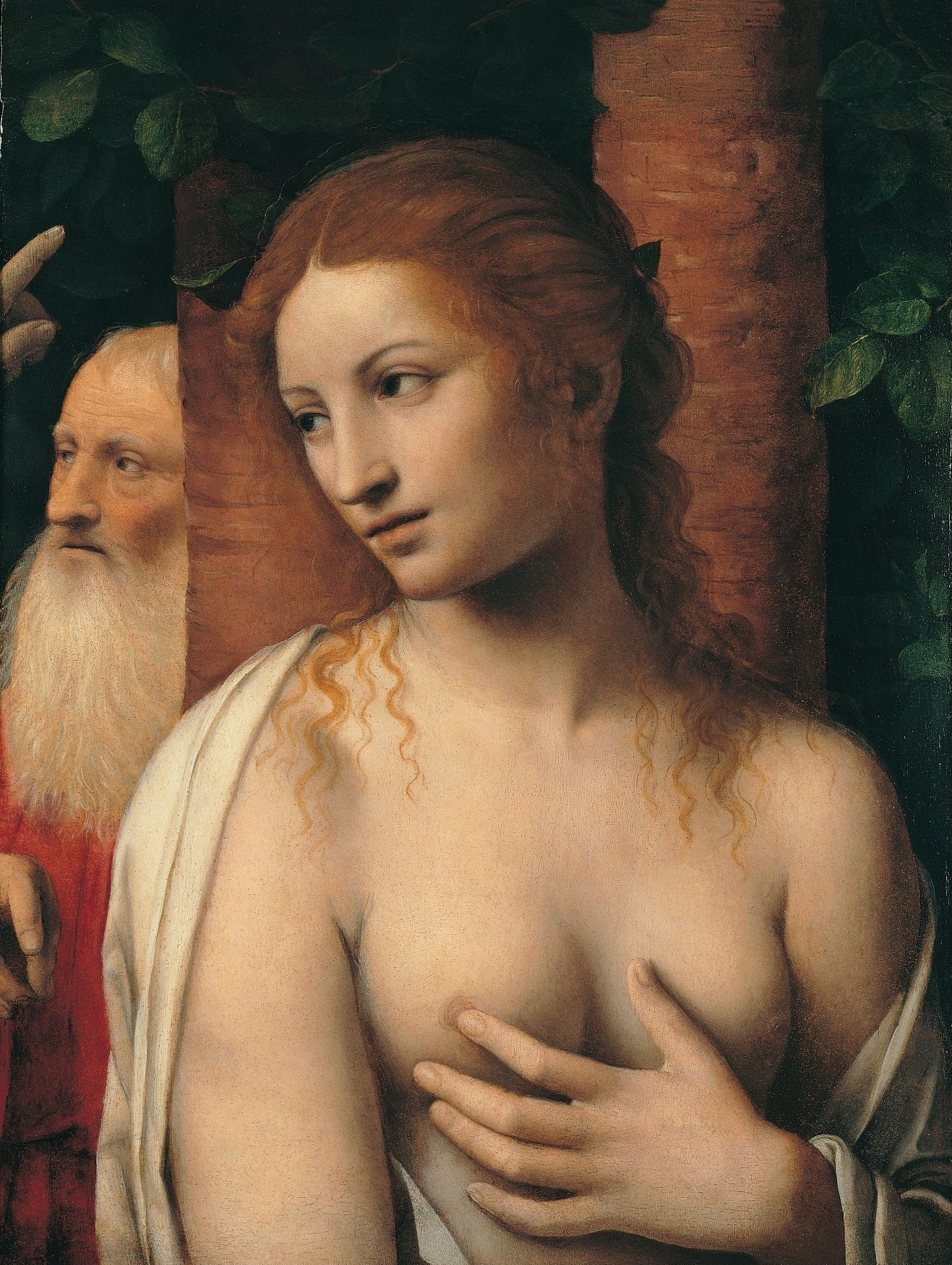
Susanna e i vecchioni, Isola Bella, collezione Borromeo
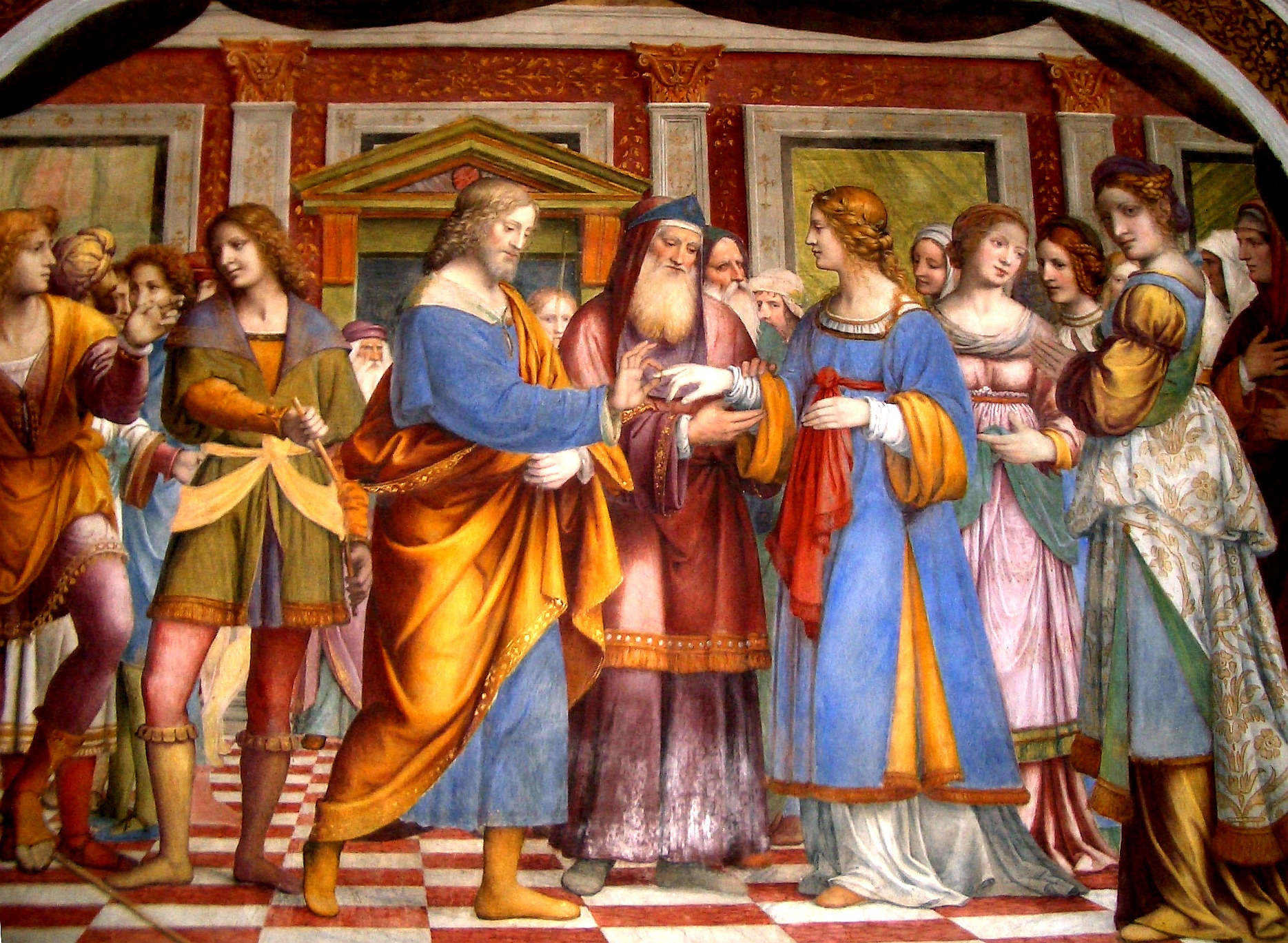
Sposalizio di Maria, Santuario di Saronno
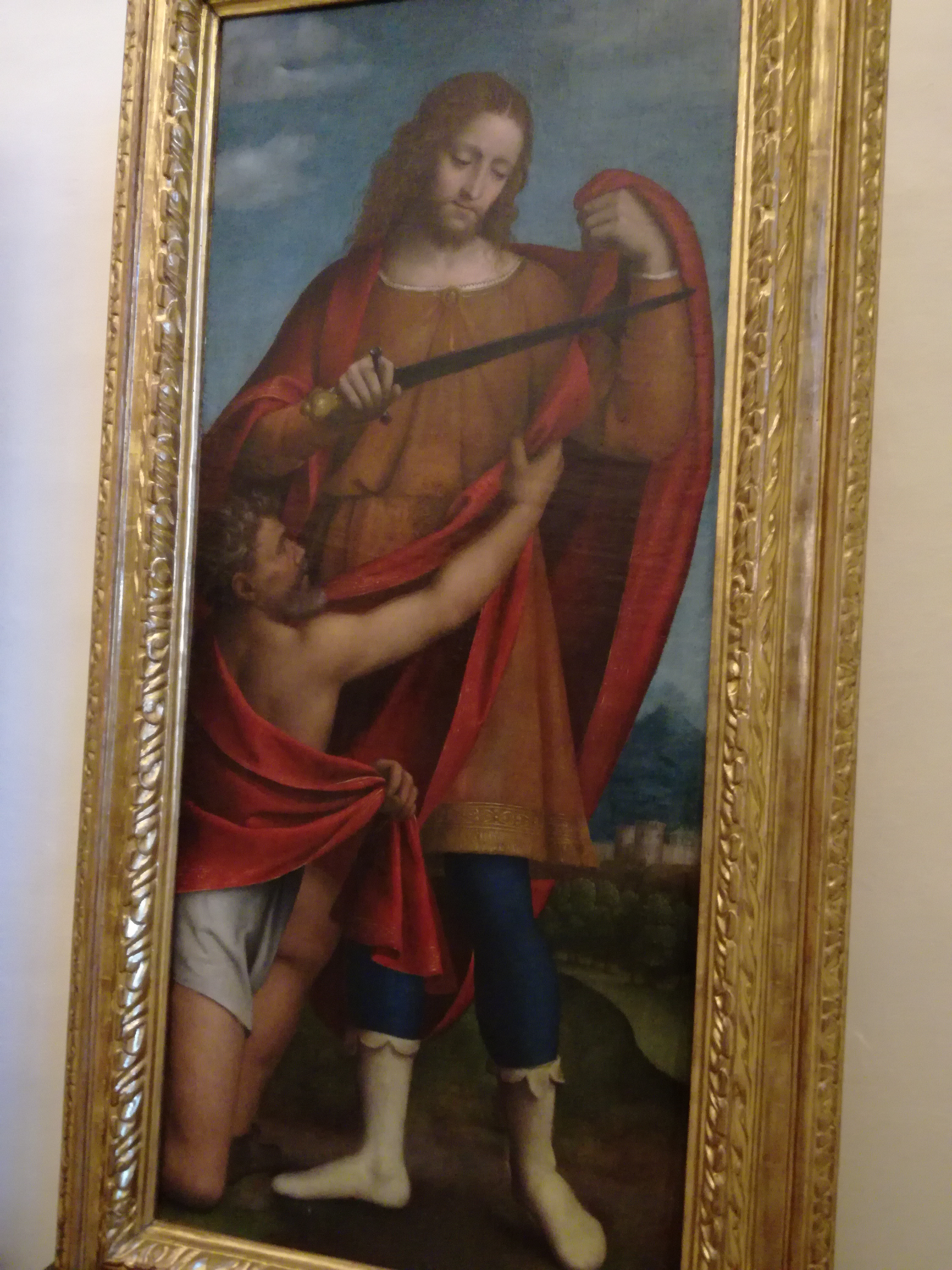
San Martino, Museo della Certosa di Pavia.

### Fortuna critica
Vasari nella prima edizione delle Vite, a proposito degli affreschi di Saronno, dice di Luini 
(Giorgio Vasari, Le vite de' più eccellenti pittori, scultori e architettori, 1550)
Dopo un momento di grande fortuna all'inizio del XVII secolo (era uno dei pittori preferiti da Federico Borromeo, che raccolse molte sue opere alla Pinacoteca Ambrosiana), in seguito la fama di Luini tramontò. Considerato fino a non molti decenni fa un artista minore o uno stanco epigono di Leonardo (Bernard Berenson lo aveva definito "il meno intellettuale dei pittori famosi"), Luini fu rivalutato solo con la revisione critica dell'arte lombarda nel XX secolo, iniziata da William Suida.
Tra i figli va ricordato Aurelio Luini, che fu un importante esponente del tardo Manierismo milanese, amico di Giovan Paolo Lomazzo e affiliato all'Accademia dei Facchini della Val di Blenio.

## Opere

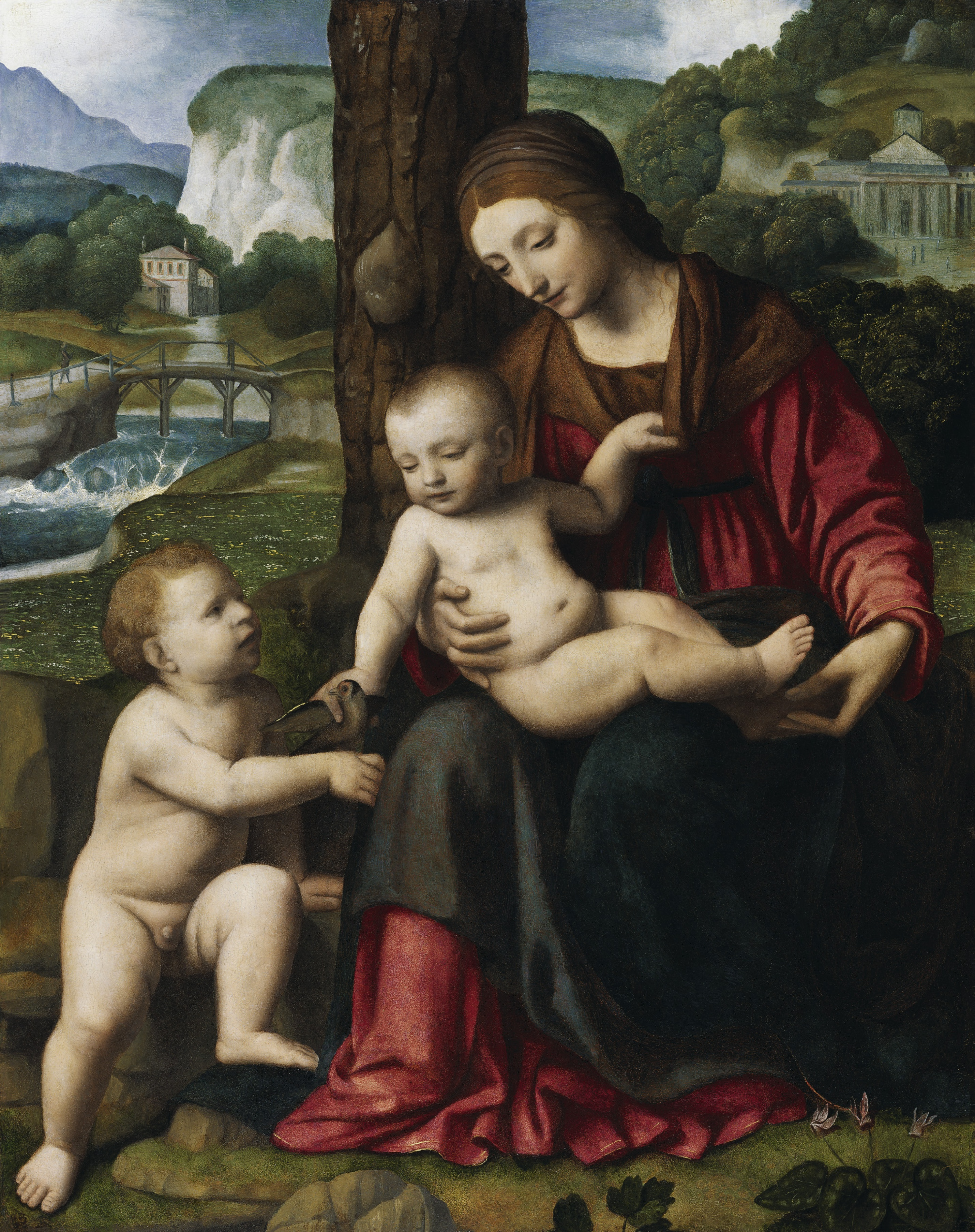
Madonna col bambino e san Giovannino, Lichtenstein Museum

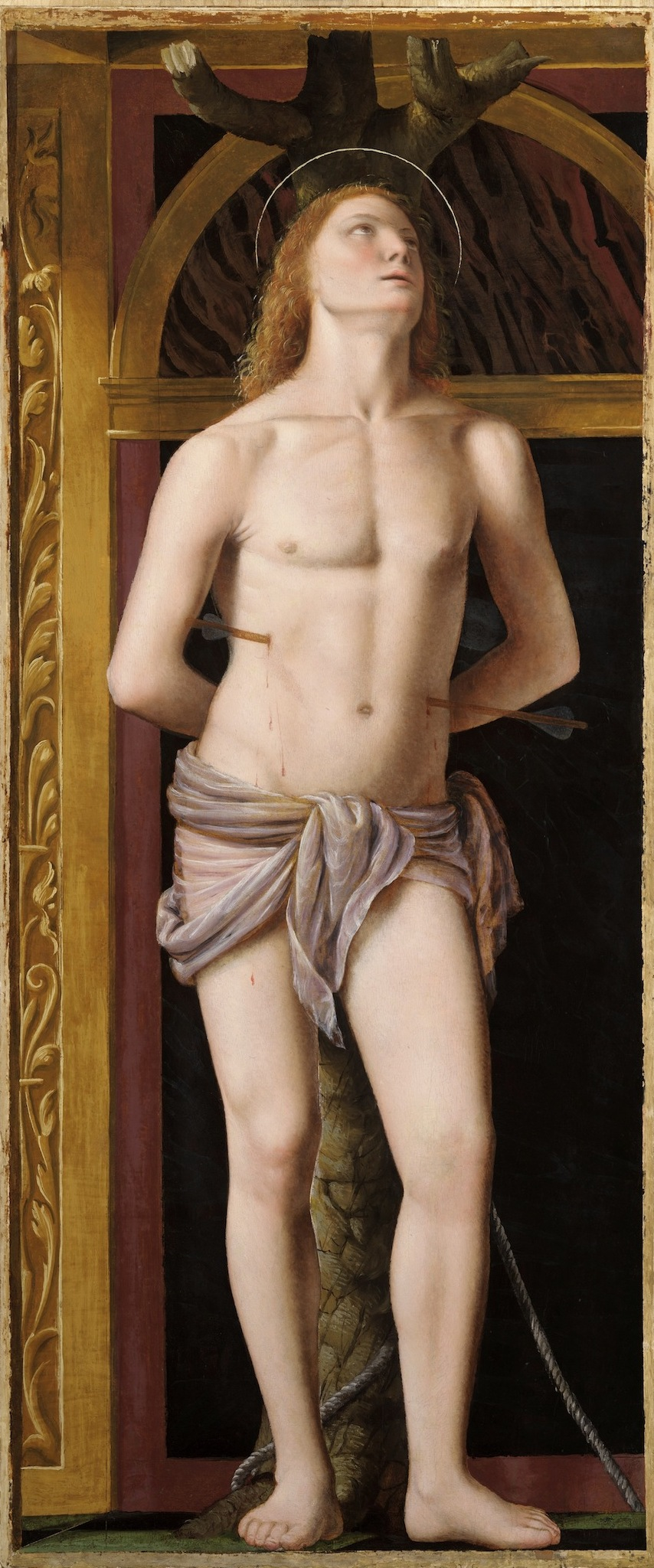
Bernardino Luini, San Sebastiano, collezione Borromeo all'Isola Bella

Lista delle principali opere di Luini.
- Natività, 1500-1510 circa, olio su tavola, 42 × 38 cm, Bergamo, Accademia Carrara
- Madonna col Bambino con santi e donatori (1507 circa), Olio su tela trasferito da tavola, 78 x 126 cm, Padova, Museo Civico
- Gesù Bambino e san Giovannino con un agnello, 1507-1510 circa, olio su tavola, 75 × 57 cm, Ottawa, National Gallery of Canada
- Santa martire, 1510 circa, olio su tavola, 90 × 60 cm, collezione privata
- Madonna con il Bambino e san Giovannino, 1510 circa, olio su tavola, 22 × 18 cm, Bergamo, Accademia Carrara
- Madonna del Roseto, 1510 circa, olio su tavola, 70 × 63 cm, Milano, Pinacoteca di Brera
- Gesù Bambino con l'agnello, 1510-1515 circa, olio su tavola, 28 × 25 cm, Milano, Pinacoteca Ambrosiana
- Conversione della Maddalena, 1510-1520, olio su tavola, San Diego, Timken Art Gallery
- Madonna col Bambino e san Giovannino, olio su tavola, 88 × 66 cm, Londra, National Gallery
- San Sebastiano 1512 circa, Olio su tavola, 105 x 43 cm, collezione Borromeo all'Isola Bella
- Ercole e Atlante, 1513-1515, affresco staccato da Palazzo Landriani a Milano, Milano, Pinacoteca del Castello Sforzesco
- Madonna col Bambino, 1515 circa, olio su tavola, 43 × 40 cm, Washington, National Gallery of Art
- Cristo benedicente, 1515 circa, olio su tavola, 43 × 37 cm, Milano, Pinacoteca Ambrosiana
- Madonna col Bambino e san Giovanni Battista, 1515 circa, olio su tavola, 83 × 66 cm, Vienna, Liechtenstein Collection
- Madonna col Bambino (Madonna Oggioni), 1516 circa, Milano, Pinacoteca del Castello Sforzesco
- Cristo tra i dottori, 1515-1530 circa, olio su tavola, 72 × 85 cm, Londra, National Gallery
- Dittico con Salita al Calvario: Mater Dolorosa; Cristo che porta la croce, circa 1520, olio su tavola, 50 × 40 cm, Milano, Museo Poldi Pezzoli
- Madonna che allatta il Bambino (1520 circa), Olio e tempera su tavola, 51 x 41 cm, Milano, Pinacoteca Ambrosiana
- Sant'Ambrogio, 1520-1522, tempera su tavola, 150 x 64 cm, Museo della Certosa di Pavia[5]
- San Martino, 1520- 1522, tempera su tavola, 148 x 64 cm, Museo della Certosa di Pavia[6]
- Madonna col Bambino e i santi Sebastiano e Rocco, 1520-1522 circa, olio su tavola, 173 × 154 cm, Sarasota, Ringling Museum of Art
- Ritratto Femminile, 1521-1523, affresco strappato e trasportato su tavola, 44 x 35 cm, Pavia, Pinacoteca Malaspina[8].
- Affreschi da villa La Pelucca, 1523-1523, affreschi staccati e trasportati su tavola
  - Bagno di ragazze, 135 × 250 cm, Milano, Pinacoteca di Brera
  - Raccolta della manna, 198 × 182 cm, Milano, Pinacoteca di Brera
  - Santa Caterina trasportata alla tomba dagli angeli, 120 × 226 cm, Milano, Pinacoteca di Brera
- Natività e annuncio ai pastori, 1520-1525 circa, olio su tela, 222 × 165 cm, Parigi, Louvre
- Madonna col Bambino e San Giovannino, 1520-1525, olio su tela, al Fogg Art Museum di Harvard

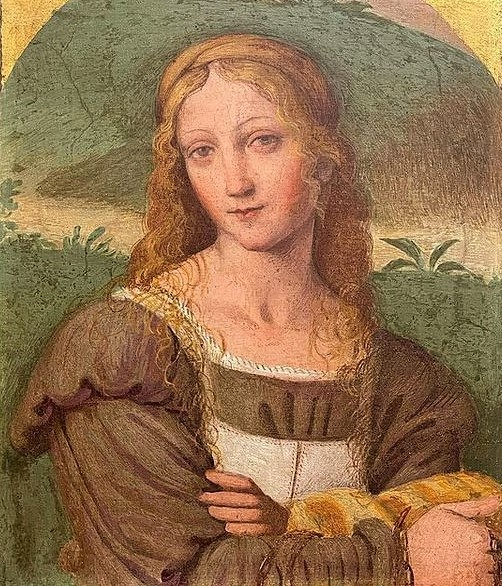
Bernardino Luini, Ritratto femminile, Pinacoteca Malaspina, Pavia.

- Bernardino Luini, Ritratto femminile, Pinacoteca Malaspina, Pavia.Adorazione dei Magi, 1520-1525 circa, olio su tela, 222 × 165 cm, Parigi, Louvre
- Cristo benedicente, 1520-1525 circa, olio su tela, 140 × 110 cm, Parigi, Louvre
- San Gerolamo penitente (1520-1525), Olio su tela, 90 x 67 cm, Milano, Museo Poldi Pezzoli
- Madonna col Bambino e le sante Caterina e Barbara (1522-1525), Olio su tavola, 94 x 72 cm, Budapest, Museo di belle arti
- Salomè con la testa di Giovanni Battista, 1525-1530 circa, olio su tavola, 55 × 42 cm, Vienna, Kunsthistorisches Museum
- Madonna col Bambino e un angelo (Madonna di Menaggio), 1520-1530 circa, olio su tavola, 80 × 58 cm, Parigi, Louvre
- Madonna col Bambino e san Giovannino con l'agnello, 1523-1525, olio su tavola, 86 × 60 cm, Madrid, Museo Thyssen-Bornemisza
- Guarigione di Tobia, 1525 circa, olio su tavola, 39 × 45 cm, Milano, Museo Poldi Pezzoli
- Ritratto di dama, 1525 circa, olio su tela, Washington, National Gallery
- Sant'Alessandro, 1525, olio su tavola, 62 × 34 cm, Pasadena, Norton Simon Museum
- San Gerolamo penitente, 1525 circa, olio su tela, 88 × 64 cm, Vienna, Kunsthistorisches Museum
- Maria Maddalena, 1525 circa, olio su tavola, 58 × 47 cm, Washington, National Gallery of Art
- Ecce Homo, XVI secolo, olio su tavola, 71,5 x 56,7 cm, Colonia, Wallraf-Richartz Museum
- Erezione della croce, 1525-1530, olio su tavola, 72 × 58, Milano, Museo Poldi Pezzoli
- Madonna col Bambino in trono e santi, 1526, olio su tavola, 209 × 147 cm, Londra, Courtauld Institute Galleries
- San Sebastiano, 1526 circa, olio su tela, 196 × 106 cm, San Pietroburgo, Ermitage
- Polittico della Madonna col Bambino tra i santi Giovanni Battista, Antonio e una donatrice, 1526, Bobbio, Museo dell'Abbazia di San Colombano
- Sacra Famiglia con san Giovannino (), Olio su tela, 100 x 84 cm, Madrid, Museo del Prado
- Testa di san Rocco, Affresco strappato e riportato su tavola, 23 x 18 cm, Pavia, Musei Civici[9].
- Madonna che allatta il Bambino, 1520-1530 circa, tempera e olio su tavola, 41 × 51 cm, Milano, Pinacoteca Ambrosiana
- Madonna che allatta il Bambino, 1526-1530 circa, affresco trasferito su tela, 83 × 128 cm, Milano, Museo diocesano
- Salomè riceve la testa del Battista, 1526-1531, olio su tela, 62 × 78 cm, Madrid, Museo del Prado
- Santa Caterina e due angeli, 1527-1531, olio su tela, 68 × 59 cm, San Pietroburgo, Ermitage
- Salomè con la testa del Battista, 1527-1531, tempera su tavola, 51 × 58 cm, Firenze, Uffizi
- Sacra Famiglia con sant'Anna e san Giovannino, 1527-1532 circa, olio su tavola, 118 × 92 cm, Milano, Pinacoteca Ambrosiana
- Crocifissione con i santi Paolo e Francesco, 1530 circa, olio su tela, 90 × 73,5 cm, San Pietroburgo, Ermitage

### Opere scomparse
- Madonna con il Bambino (già in collezione privata milanese, 1512 ca.)
- Ultima cena (già in collezione Brocca, Milano, 1525 ca.?)